# Simplonbergerebia
De simplonbergerebia (Erebia christi) is een vlinder uit de onderfamilie Satyrinae, de zandoogjes en erebia's. De soort heeft een voorvleugellengte van 18 tot 20 millimeter.
De soort komt voor in het gebied rond de Simplonpas in Zwitserland en Italië. De soort neemt de laatste jaren flink af; er zijn slechts 7 populaties bekend in een zeer klein gebied. Hij vliegt op hoogtes tussen 1300 en 2100 meter. De vlinders zijn te vinden op steile grazige hellingen, met hier en daar een naaldboom en een rots. De vlinder vliegt in juli
De waardplant van de simplonbergerebia is Festuca ovina (genaald schapengras). De rupsen overwinteren tweemaal.
Door de afname van de soort in de afgelopen jaren staat die vermeld op de Rode Lijst van de IUCN als "Kwetsbaar". De soort is ook opgenomen in bijlages II en IV van de habitatrichtlijn.